# Convento de San José (Jerez de la Frontera)
El convento de San José es un convento católico situado en Jerez de la Frontera (Andalucía, España). Habitan en él las Franciscanas Clarisas Descalzas.

## Historia
Ocupa las casas que Catalina de la Cerda donó en herencia (en 1603) a las clarisas del convento de Santa María de Jesús de Sevilla tras la visita de San Pascual Bailón.

## Interior

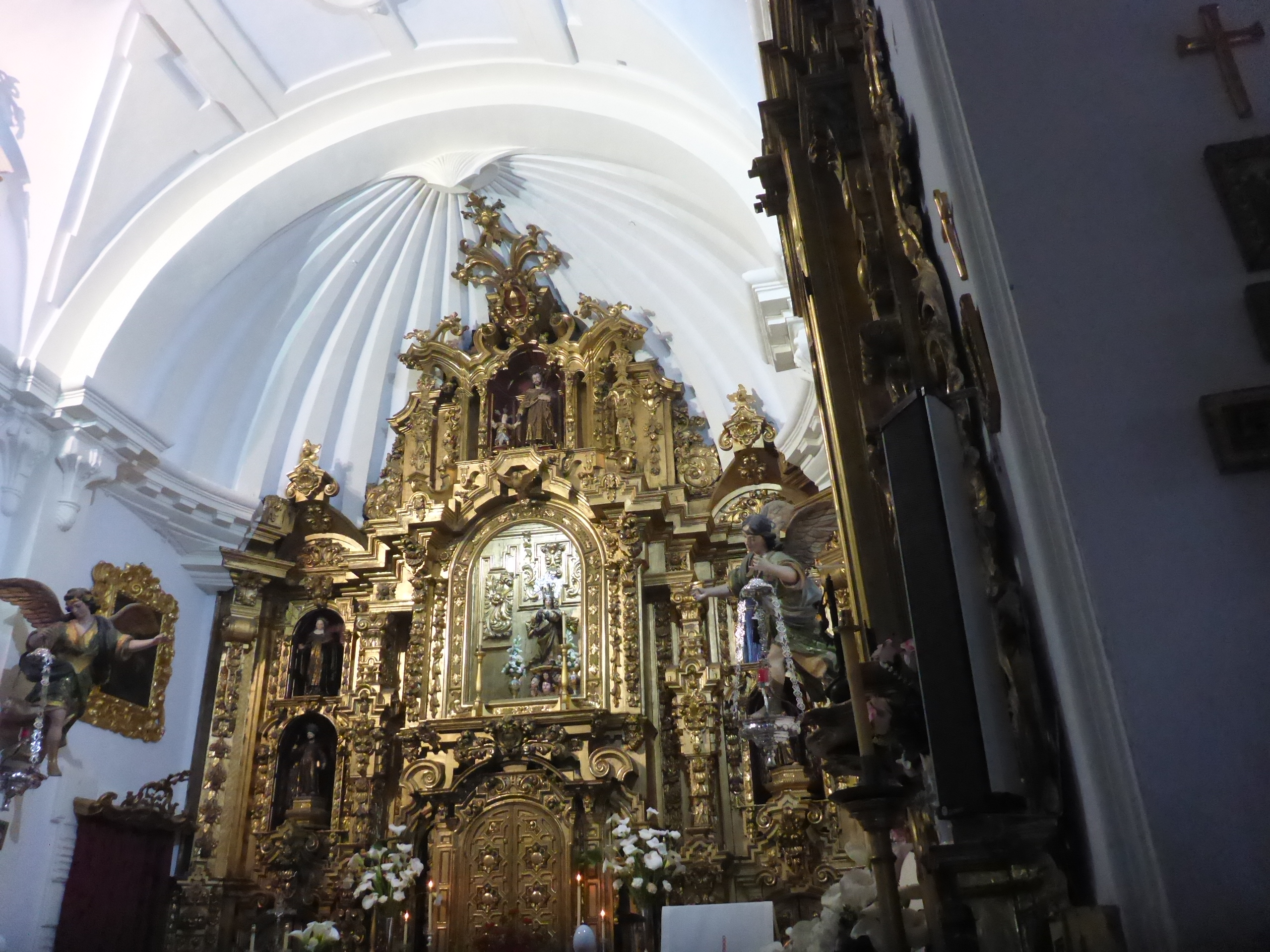
Retablo de la iglesia

El interior tiene un patio y una iglesia comenzada a construir en 1628
En la iglesia está enterrado don Luis Ponce de León y Torres, Marqués del Castillo del Valle
En la década de los 70 se sustituyó el dormitorio común por habitaciones individuales, las cuales están actualmente todas ocupadas

## Repostería

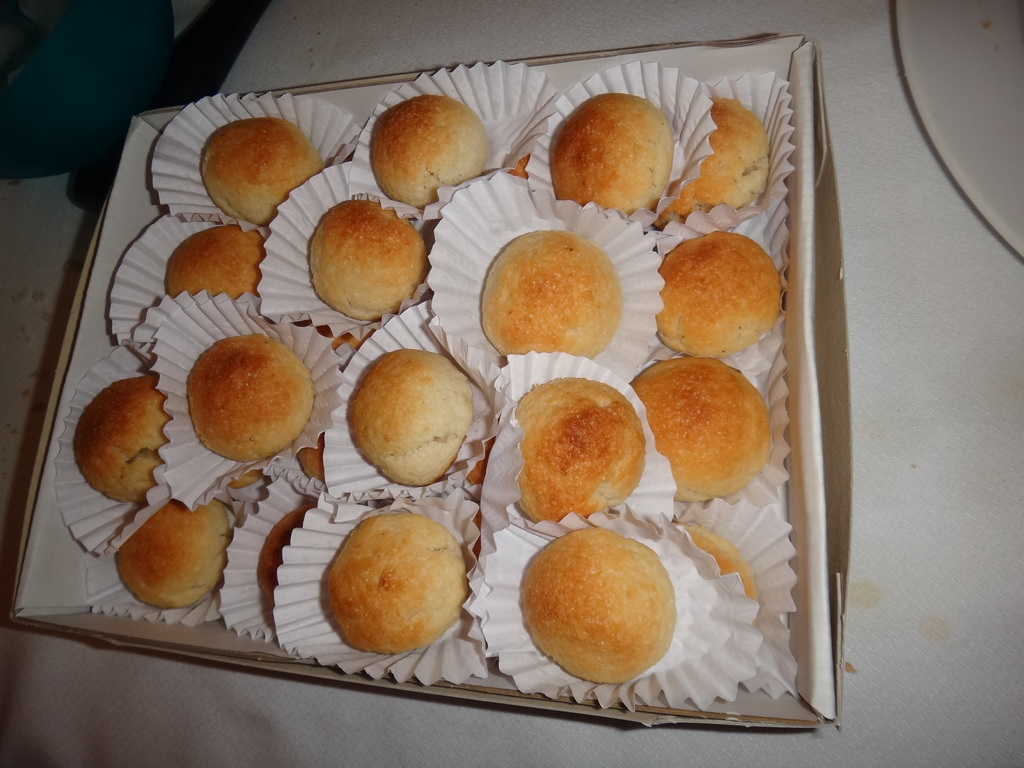
Amarguillos

Desde hace más de 60 años las monjas realizan repostería tradicional de la zona para vender, incluyendo repostería navideña en los meses de invierno.